# LAZYgunsBRISKY
LAZYgunsBRISKY는 여성 4명으로 구성된 일본의 여성 록 밴드이다. 2006년 고등학교 동급생들이 모여 결성되었으며, 2012년에 해산하였다.

## 구성원[1]
- Lucy

1988년 5월 13일생.
보컬 담당.
- izumi

1988년 5월 12일생.
기타 담당.
- azu

1988년 8월 20일생.
베이스 기타 & 보컬 담당.
- moe

1989년 2월 4일생.
드럼 담당.

## 내력
- 2008년 4월 16일, 데뷔앨범 "quixotic" 발매.
- 2008년 12월 17일, 메이저 데뷔 미니앨범 "“Catching!”" 발매.
- 2009년 7월 8일, 세컨드 미니앨범 "26times" 발매.